# Vipstà Gal
Vipstà Gal (en llatí Vipstanus Gallus, possiblement Lucius) va ser un magistrat romà que va viure sota els emperadors August i Tiberi.
El seu únic càrrec conegut és el de pretor l'any 17. Va morir molt jove, mentre exercia el càrrec. El menciona Tàcit als seus Annals.